# Wiener Neudorf
Wiener Neudorf là một thị xã thuộc huyện Mödling trong bang Niederösterreich.